# Juancho De la Espriella
Juan Mario De la Espriella Salcedo (Sincelejo, 26 de febrero de 1973) más conocido como  Juancho De la Espriella es un acordeonero y arreglista colombiano de  vallenato.
De la Espriella ha sido pareja musical de los cantantes Peter Manjarrés, Diomedes Díaz, Silvestre Dangond, Martín Elías y Mono Zabaleta.

## Vida musical

### Miguel Cabrera
Juancho empezó su carrera musical al lado del cantante sabanero Miguel Cabrera a principios de la década de 1990, cuando contaba con 18 años de edad y grabaron tres producciones musicales vallenatas, sin embargo no tuvieron mucho éxito.

### Peter Manjarrés
En 1999, Juancho se unió al cantante vallenato Peter Manjarrés, con el quien grabó el álbum Una nueva generación. En este álbum incluyeron los temas de Es mejor no querer tanto de José Alfonso "Chiche" Maestre; Las manos de un culpable de Franco Argüelles; Tu negro te quiere de Alberto "Beto" Murgas; Ilusiones vividas del compositor Antonio Urbina; Sigue adelante de Felipe Peláez; la canción La mujer ajena de la autoría de Gaby Arregocés; Un recuerdo no más de Jorge Valbuena; De pronto tú de Richard Daza; Señora pena de Armando Romero; Como le doy mi vida de la autoría de Omar Geles; Que regrese a mí de Marciano Martínez y Amor imposible del compositor Luis Egurrola.
Al siguiente año, en 2000, Manjarrés y De la Espriella grabaron el álbum Inolvidables con las canciones Cuéntale de la autoría de Richard Daza; Déjalos que hablen del compositor Antonio Meriño; El mal herido de la autoría del juglar Leandro Díaz; Enamorados de Felipe Peláez; La callejera de Hernando Marín; Que dolor de Luis Enrique Martínez; Quiero rumbear de Alberto "Beto" Murgas; Quiero organizarme de Romualdo Brito; Reconciliamos de Fabián Corrales; Tiene novio nuevo del compositor Wilfran Castillo; Todo por ti de Omar Geles; Un hombre enamorado de Armando Morelli Socorrás; y el tema Vuelvo al valle de la autoría de José Alfonso "Chiche" Maestre.
El álbum Un sentimiento nuevo fue grabado en 2001 por Manjarrés y De la Espriella, en el cual incluyeron las composiciones Cógela suave de Dagoberto "el negrito" Osorio; Dios sabe lo que hace de Enrique Araújo; Dueña de mi vida de Reinaldo "Chuto" Díaz; El apoyador de Franklin Moya; El que más te quiere de Fabián Corrales; Famoso por quererte de Felipe Peláez; La golondrina del juglar y compositor Rafael Escalona; La piquiña de Efraín Quintero Molina; La primavera florecida del juglar Lorenzo Morales; Me duele el corazón del compositor Wilfran Castillo; Mientras tenga vida de Antonio Meriño; Quédate conmigo de la autoría de Peter Manjarrés y la canción Un sentimiento nuevo de José Alfonso "Chiche" Maestre.
La última producción musical que realizaron Manjarrés y De la Espriella juntos fue el álbum Llegó el momento en el 2002. En esta producción incluyeron los temas La que me quita el sueño de Juan Manuel Pérez; El pirata del Loperena de Rafael Escalona; Me tiene loco de la autoría de Peter Manjarrés; Déjame abrazarte del compositor Wilfran Castillo; las dos canciones Paseo en Concordia y ¿Dónde estará? de Juancho Polo Valencia; No hay una Razón de la autoría de Omar Geles; La más linda de Kilmer José Peralta; Invidente del compositor Enrique "Curry" Carrascal; El cordobés del compositor Adolfo Pacheco; Vistiendo santo de Fabián Corrales; Dicen que la negra de Julio Oñate Martínez; Señora tentación de José Alfonso "Chiche" Maestre; Llegó el momento de la autoría de Felipe Peláez; Aléjate de la autoría de J.J. Murgas e interpretada a dúo con Fabián Corrales; y el tema La más linda del compositor Kilmer José Peralta.
Con el tema Llegó el momento Peter y Juan Mario lograron darse a conocer en la región Caribe colombiana y las principales emisoras de vallenato de su país.

### Silvestre Dangond (2003)
En 2003, Juancho De la Espriella se unió al cantante Silvestre Dangond para grabar el álbum Lo mejor para los dos. Esta producción musical incluyó los temas La pinta chévere de la autoría de Silvestre Dangond; Nuestra vida de José Hernández Maestre; Detalles y recuerdo del compositor "Curry" Carrascal; Mi amor por ella de la autoría de Omar Geles; Ni en pintura de Dagoberto Osorio; El ring ring de Lucho Alonso; Sabroso de Hernando Marín; Dejame Quererte de Alejandro Sarmiento; la canción No se me equivoque de Rafael Manjarrez; La razón de mi vivir de Iván Calderón; El chinchorrito de Alejandro Durán; Me vuelvo loquito de Josué Rodríguez y Lo mejor para los dos del cantautor Kaleth Morales.

### Diomedes Díaz (2003)

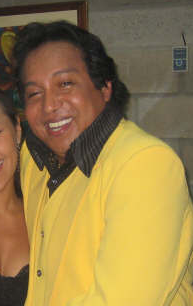
Juancho De la Espriella grabó con el cantautor Diomedes Díaz en 2003.

Estando preso en una cárcel de Valledupar por el caso de la muerte de Doris Adriana Niño, el cantautor Diomedes Díaz grabó junto a Juancho De la Espriella el álbum Pidiendo vía en el 2003. De la Espriella se tomó un tiempo aparte de su compañero Silvestre Dangond para realizar la producción discográfica al lado de «El Cacique de La Junta».
Diomedes grabó su voz en un cuarto que permitieron usar dentro de las instalaciones de la Cárcel Penitenciaria y Judicial de Valledupar durante tres días y la grabación del álbum duró entre dos y tres meses en unos estudios a pocas cuadras de la cárcel y estuvo a cargo de Juancho y los demás integrantes de la agrupación musical de Diomedes.
De la Espriella aseguró sobre Diomedes:

"Nunca me cambió ningún arreglo, ni me puso un pero, se emocionaba cuando yo tocaba y me decía: 'mire cómo se me ponen los vellitos'. En ese entonces (2002) la idea era hacer un proyecto con varios acordeoneros, pero finalmente terminó escogiéndome a mí. Me dijo “Yo le pongo mis 29 años de vida artística en sus manos”.
- Juancho De la Espriella

En el álbum incluyeron dos temas de Diomedes titulados La mujer mía y A mitad del camino; Otro adiós es morirme del compositor Alberto "Tico" Mercado; Cundé cundé de Félix Butrón; Nada igual a ella de Gustavo Calderón; Pueda ser que no me extrañes de Omar Geles; La veterana de Edilberto Daza; la canción Pidiendo vía de Dagoberto "El Negrito" Osorio; Cuando no estás tú de Reinaldo "El Chuto" Díaz; Yo soy el enamorado de Edilberto Altamar; la canción Las gemelas del compositor Calixto Ochoa y Triste y confundido del Marciano Martínez.

### Silvestre Dangond (2003-2012)
Tras grabar en 2003 los álbumes Lo mejor para los dos y Pidiendo vía, Juancho grabó en 2004 junto a Silvestre Dangond el álbum Más unidos que nunca y en el que incluyeron las canciones: Pa' Barranquilla, Cautivo mi canto y La colegiala de la autoría de Silvestre; el tema El vaivén del compositor Hernando Bustos; A blanco y negro de Omar Geles; Yo no me como ese cuento de Dagoberto Osorio; Acepto el reto de Luis Egurrola; Me la juego toda de Kaleth Morales; Baila vallenato del compositor Leo Gómez; La mentira de la autoría de Wilfran Castillo; Cuando llegó el temple de Armando Romero; el tema Celoso, ¿y qué? de "Lucho" Alonso; y La mujer de mis sueños (D.R.A.). El tema La colegiala que fue inicialmente grabada en un concierto en vivo pero distribuida entre fanáticos, luego fue grabada en este álbum y fue el que les dio fama en Colombia a Silvestre y Juancho.
Silvestre hizo famosa la presentación de Juancho De la Espriella en cada concierto diciendo: "Y aquí les presento a Juan Mario De La Espriella Salcedo, nacido en Sincelejo (Febrero 26 de 1973), hijo de Rosario (y de Carlos De La Espriella q.e.p.d.), marido de Dolly, papá de Salvatore, hermano de Fabiana y de Carlos H.; bruto para el estudio e inteligente para el acordeón...".
En el 2005, Silvestre y Juancho lanzaron el álbum Ponte a la moda con los temas Ahí viene, ahí va y Por ser machista de la autoría de Silvestre Dangond. Otras canciones incluidas fueron Pa' una mujer bonita de Omar Geles; Dile de Alberto "Tico" Mercado; El tao tao de Luis Pérez; Mi seguidora y yo de Kaleth Morales; Esa mirada de Enrique Araújo; La pareja del momento de Jeinner López; La misteriosa de Isaac Calvo; Ponte a la moda de Lucho Alonso; el tema Silvestre en carnaval de la autoría de Juana Herrera y Pedro Peña; Una vez más de Luis Egurrola; el tema El enredo de Manuel Julián Martínez y La indiferencia de Lucho Alonso interpretada en vivo.
Juancho y Silvestre volvieron a grabar en el 2006, esta vez el álbum fue titulado La fama e incluyeron las canciones: Silvestre por su parte incluyó el tema de su autoría La que me quiere la quiero y La difícil; de otros compositores incluyeron los temas: Despierto de Lucho Alonso; El amor no muere de Omar Geles; La fama de Luis Enrique Martínez; Por tu amor de Juan Félix; La miradita de Everardo Armenta; Dame un besito de Wilfran Castillo; Carmen Gómez de Rafael Escalona; Ahí ahí de Jorge Valbuena; Si lo malo fuera bueno de Alfonso Cotes Jr.; Así no sirve de Fabián Corrales; y Se acabaron de Farid Ortíz que fue grabada durante un concierto en vivo.
Durante esta época Juancho le pidió a Silvestre devengar más dinero por las presentaciones por lo que amenazó con renunciar si no le subía el sueldo. Silvestre aceptaría la demanda de Juancho, sin embargo, en el tema Así no sirve, Silvestre se refiere a estas diferencias en un espacio reservado para el saludo vallenato, diciendo:

¿Para el despecho?, el licor

¿Y para la locura y el desorden?, el acordeón de Juancho de la Espriella
Compadre Juancho, es que no es la plata,

Es el corazón.

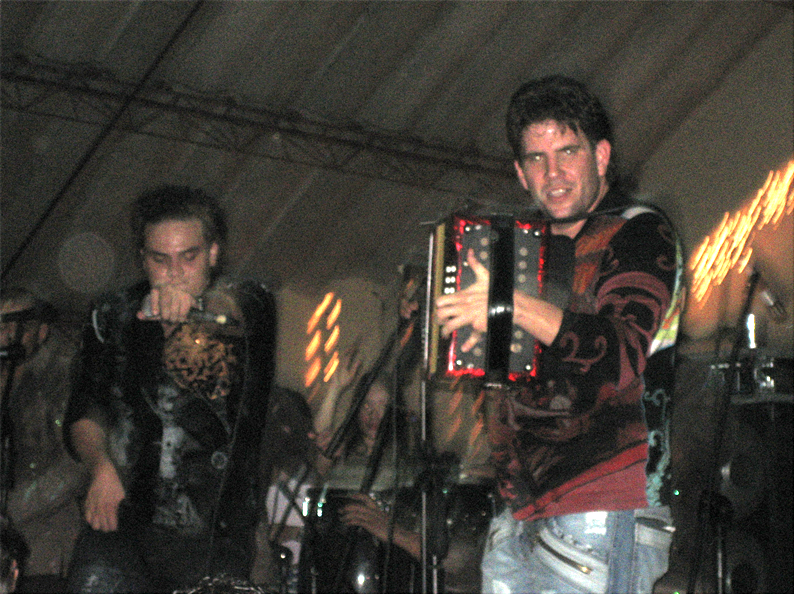
Juancho De la Espriella y el cantante Silvestre Dangond durante una presentación en 2007.

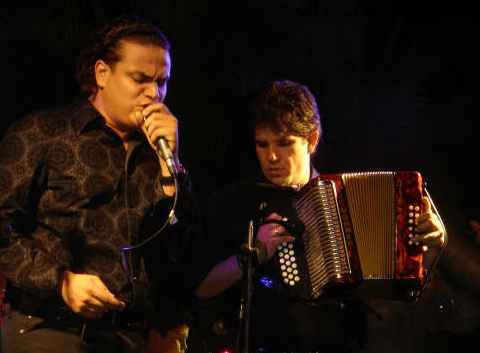
Juancho De la Espriella y el cantante Silvestre Dangond durante una presentación en 2007.

En 2008 Juancho y Silvestre grabaron el álbum El original el cual contiene el tema Come y vuelve de la autoría de Silvestre Dangond; además incluyeron las canciones El pasado es pasado de Wilfran Castillo; Me gusta, me gusta de Omar Geles; La moza de "Lucho" Alonso; La loma del compositor Samuel Martínez; Calidad de vida de Jorge Valbuena; Cuidao con Judas de Dagoberto Osorio; El original de Aurelio Núñez; Pasando penas de Alejandro Durán; Que no se enteren de Alberto "Tico" Mercado; Que no y que si del cantautor Fabián Corrales; A un amor prohibido de Hernán Urbina Joiro; Uno para todos de Rafael Campo; y Llegó la reina de Richard Daza.
13 de junio en la ciudad de Valledupar es la que más gente movilizó a lo largo de la historia para una producción musical. Hasta ese entonces la más apoteósica había sido en el lanzamiento de la producción de Diomedes Díaz, de nombre ‘Título De Amor’” en 1993.
El lanzamiento del álbum se realizó el 13 de junio en Valledupar en una masiva caravana desde el Aeropuerto Alfonso López Pumarejo hasta el Parque de la Leyenda Vallenata, el cual se llenó con 36 mil espectadores. La caravana de lanzamiento superó la apoteósica caravana que había generado Diomedes Díaz y Juancho Rois en 1993 cuando lanzaron en la ciudad el álbum Título de amor. Esta producción musical fue considerada "Disco del año" en el género vallenato en Colombia.
En el 2009 durante un concierto en vivo, una seguidora se subió al escenario y pellizcó a De la Espriella mientras interpretaba el acordeón. La reacción del acordeonero fue la de voltearse y propinarle un golpe a la mujer, lo que causó que temporalmente se parara el concierto. Tras el incidente, De la Espriella pidió disculpas a la víctima del golpe y quienes se sintieron ofendidos por su actitud.
En el 2010, Juancho y Silvestre grabaron el álbum Cantinero, en el cual incorporaron las canciones Muchachita bonita  de la autoría de Silvestre; el tema Gracias de Omar Geles; La tartamuda de Checha Blanco; Sobredosis de chamamé , tema originario del folclor argentino; Del ahogao, el sombrero del compositor "Lucho" Alonso; Cantinero de Rolando Ochoa; Diosa divina de Hugo Araújo; Habla con ella de Tico Mercado; la canción Loco, loco de Rafael Díaz; Aunque después me duela de Roberto Calderón; Vuelvo a quererla de José Alfonso "El Chiche" Maestre; El cuchicheo de Alejandro Durán; Has cambiado mi vida de Jorge Valbuena; y el tema Perdón del compositor Fabián Corrales.
El 4 de junio realizaron el lanzamiento del álbum en Valledupar, con una caravana y una presentación en vivo en el Parque de la Leyenda Vallenata con 25 mil espectadores. El desorden que causó el lanzamiento en la ciudad generó un muerte por accidente en un vehículo y varios atracos que el "Observatorio de Vida" de la Universidad Popular del Cesar relacionó al lanzamiento. Para la organización del concierto fue contratado el empresario Jaime Dussan.
La separación de Juancho y Silvestre fue abrupta y causó revuelo en los medios de comunicación en Colombia, además de la reacción de sorpresa que causó entre los seguidores y fanáticos del vallenato. Según Silvestre, su separación con De la Espriella se dio porque después de diez años, el cantante sentía que el grupo había caído en la monotonía. Juancho por su parte aseguró que Silvestre quería cambiarlo por otro acordeonero. Silvestre formó pareja musical con Rolando Ochoa al poco tiempo, quien hasta el momento había sido pareja del cantante Martín Elías, quienes venían haciéndole competencia a Silvestre y Juancho en el niche comercial. Juancho se unió a Martín Elías.

### Martín Elías (2011-2014)
En el 2011, Juancho participó en un álbum cantado por Martín Elías Díaz, hijo de Diomedes Díaz, titulado Homenaje a los más grandes junto a otros artistas de la música vallenata. Juancho interpretó junto a Martín el tema Buenas tardes de la autoría de Diomedes Díaz.
Al siguiente año, en el 2012, Martín y Juancho grabaron el álbum El boom del momento. Esta producción musical incluyó los temas: El boom del momento y Por ti de la autoría de Rolando Ochoa; Ella tu amiga de Alberto "Tico" Mercado; Tu loco del compositor Carlos Andrés Medina; Vas a llorar de Iván Calderón; El pase del tumba'o de la autoría de Edgar Alfredo Zabaleta; El que quiero yo de Omar Geles; A mi dama de Diomedes Díaz; El amor llegó de José Iván Marín; Pero que linda de Manuel Julián Martínez; Creo en tu amor de Omar Geles; Déjamela está de José Rafael "Cabe" Solano; El pasado no perdona del compositor Felipe Peláez; Decídete ya de la autoría de Edinson Munive; la canción El temple de Wilfran Castillo; y un mosaico dedicado al Joe Arroyo llamado Homenaje al Joe que incluyó las canciones Muévelo y Musa original.
El lanzamiento del álbum se realizó en Valledupar e incluyó una caravana de carros y motos liderada por Juancho y Martín y un concierto en la Plaza Alfonso López de Valledupar.
Con El boom del momento, Martín y Juancho obtuvieron "Disco de oro" por parte de su disquera Codiscos al superar las 15 mil copias vendidas.
En el 2014, Juancho y Martín volvieron a grabar una producción musical que titularon La historia continúa. Este álbum incluyó los temas El hombre cinco estrellas de la autoría de Carlos Amarís; El fantasma de Wilfran Castillo; El Buda de Juan Carlos Ovalle; 10 razones para amarte de Jorge Valbuena; No tiene tumba'o de Rolando Ochoa; La historia continúa de la autoría de Martín; Échate pa' allá de la autoría de Dege Daza; Soy tuyo de Alberto "Tico" Mercado; Me vive coqueteando de Jhon Mindiola; El verdadero campeón de Aurelio Núñez; Pura pólvora de "Cabe" Solano; la canción El compadre de la autoría de Richard Daza; Muchachita loca del acordeonero y compositor Sergio Luis Rodríguez; Los 1000 clavos de mi cruz del compositor Chiche Maestre; Ese man no te luce de Omar Geles. Además incluyeron un bonus track de la canción Yo soy mundial basado en la canción de la autoría de Juancho Rois para el mundial de fútbol de Brasil 2014.
En noviembre del mismo año, la relación entre Martín Elías y Juancho llegó a su fin debido a incumplimientos comerciales que Juancho incumplió, según Martín, ya que Juancho había anunciado que no tenía visa para entrar a Venezuela y realizar presentaciones. De acuerdo a la versión dada por Martín Elías era la tercera vez que Juancho incumplía acuerdos laborales, por lo que tomó la decisión de terminar la sociedad legalmente constituida.

### Mono Zabaleta (2014-2016)
A inicios de diciembre de 2014, Juancho De la Espriella oficializó su unión musical con el cantante Mono Zabaleta, quien había estado con el acordeonero Elías Mendoza.
Para celebrar sus 20 años de vida artística, Juancho invitó a varios artistas del vallenato a grabar un álbum conmemorativo. El primer sencillo de Juancho De La Espriella "20 Años de Vida Artística" fue lanzado 11 de diciembre de 2014, titulada Sabroso 20 de enero” de la autoría de Juancho Polo Valencia e interpretado a dúo por Peter Manjarrés y Mono Zabaleta, y el acordeón de Juancho De la Espriella. Otros cantantes que colaboraron en este álbum fueron Jorge Celedón, Jorge Oñate, Iván Villazón, Poncho Zuleta, Beto Zabaleta, Martín Elías, Silvestre Dangond, Joaco Pertuz y Miguel Cabrera. Además del álbum algunos artistas realizan presentaciones en vivo acompañando a Juancho, como el cantante barranquillero Samuel Isaí ‘Samy’ Pérez Ramos.
"El Mono" y "Juancho" grabaron el álbum Para siempre en 2015, el cual incluyó los temas Mentirosa de la autoría de Mono Zabaleta; Adivínalo de Juan Carlos Ovalle; Me bebo el recuerdo de la autoría de Rolando Ochoa; La traga de los dos del compositor William Espejo; Mi amigo el sol del compositor Chiche Maestre; El lisongo, tema de Carlos Amarís; Como no hay dos de John Mindiola; Dice que estoy loco de Erichs Martínez; las tres canciones Malos tragos, Que vaina y El caladril de Omar Geles; El pajarito de la autoría de Armando Zabaleta; No me cansaré de amarte del compositor Jorge Valbuena; Más que a mi te amo de Alberto "Tico" Mercado; Locos por Jesucristo de la autoría de Dagoberto Osorio; y el tema Estás buenísima del compositor Wilfran Castillo.

### Silvestre Dangond (2016):Tour del reencuentro
En el 2016, Juancho y Silvestre planearon el Tour del reencuentro, patrocinado por la marca Something Special, en el que los artistas pleanearon presentaciones junto a sus parejas musicales; el acordeonero Lucas Dangond y el cantante Mono Zabaleta.
Los artistas planearon presentarse en 21 ciudades de Colombia, entre las que están Medellín, Bogotá, Bucaramanga, Cúcuta, Manizales, Valledupar, Villavicencio, Yopal, Pereira, Popayán, Ibagué, Florencia, Montería, Cali, Santa Marta, Cartagena, Ocaña, Sincelejo, Neiva y Barranquilla, con 25 conciertos. A nivel internacional programaron Estados Unidos, Venezuela, Panamá y Ecuador.
A principios de mayo de 2016, Juancho y Mono Zabaleta terminaron su relación musical bajo mutuo acuerdo. Juancho continuó realizando las presentaciones junto a Silvestre Dangond como parte del Tour del reencuentro y otros artistas que lo acompañan en las presentaciones de la conmemoración de sus 20 años de carrera artística.

## Vida personal
Juan Mario nació en Sincelejo, Sucre el 26 de febrero de 1973, hijo de Carlos Adolfo De la Espriella y Rosario Salcedo Macías. Su padre fue abogado de la Empresa Colombiana de Petróleos (Ecopetrol) y político, que ejerció de gobernador encargado del departamento de Sucre en una oportunidad. Su madre es oriunda de Barranquilla e intérprete de piano. El gusto por la música vallenata lo heredó de su padre, quien hacía parrandas vallenatas en su casa con artistas como Poncho Zuleta y Emilianito Zuleta de Los Hermanos Zuleta y el juglar Alejandro Durán, las cuales vivió Juan Mario en su infancia.
Su padre le regaló su primer acordeón cuando tenía 13 años de edad, bajo la condición de que estudiara pero mantuviera la música como un pasatiempo, sin embargo Juan Mario no estudiaría carrera universitaria para dedicarse completamente a ser acordeonero profesional.
Juan Mario contrajo matrimonio con Dolly Cáliz, de cuya unión hay dos hijos; Salvatore y Manuela De la Espriella Cáliz.
Desde los 17 años hasta los 27 años de edad, Juan Mario pasó gran parte de su vida en fiestas tocando el acordeón, consumiendo alcohol, volviéndose un adicto a las drogas y manteniendo relaciones con muchas mujeres. Durante este período hizo pareja musical con Miguel Osorio, Miguel Cabrera y Peter Manjarrés. Según Juan Mario, fue cuando se unió a Silvestre Dangond y conoció a Dolly Cáliz que su vida empezó a cambiar para tratar de salir de las drogas y la vida de parranda que llevaba. Desde entonces ha tenido varias recaídas en las drogas y el alcohol, pero las ha sobrellevado según él también, por su entrega a la religión cristiana. Su compañero de ese entonces, Silvestre también era consumidor de drogas.
En el 2007, Juancho y Silvestre se sometieron a operaciones de lipectomía y liposucción en el 2007 para quitarse kilos de peso corporal.

## Discografía
Álbumes grabados por Juancho De la Espriella:
- 1994: Pedacito de mi vida
- 1996: Lo mejor que tengo
- 1998: Una nueva generación
- 2000: Inolvidable
- 2001: Un sentimiento nuevo
- 2002: Llegó el momento
- 2003: Lo mejor para los dos
- 2003: Pidiendo vía
- 2003: Fiesta Vallenata vol. 25
- 2004: Más unidos que nunca
- 2005: Ponte a la moda
- 2005: Fiesta Vallenata vol. 26
- 2006: La fama
- 2008: El original
- 2010: Cantinero
- 2011: No me compares con nadie
- 2011: Homenaje a los más grandes del vallenato
- 2012: El boom del momento
- 2014: La historia continúa
- 2015: Para siempre
- 2017: Lo que tu querías, un vallenato
- 2018: Mi esencia
- 2019: El gran reto
- 2020: Mas unidos que nunca Beta 16
- 2022: Pa' los gustos los colores

## Congos de Oro
Otorgado en el Festival de Orquestas del Carnaval de Barranquilla:
| Año  | Trabajo nominado                       | Categoría      | Resultado |
| ---- | -------------------------------------- | -------------- | --------- |
| 2014 | Martín Elías & Juancho de La Espriella | Rey del Pueblo | Ganador   |